# 湯涌温泉

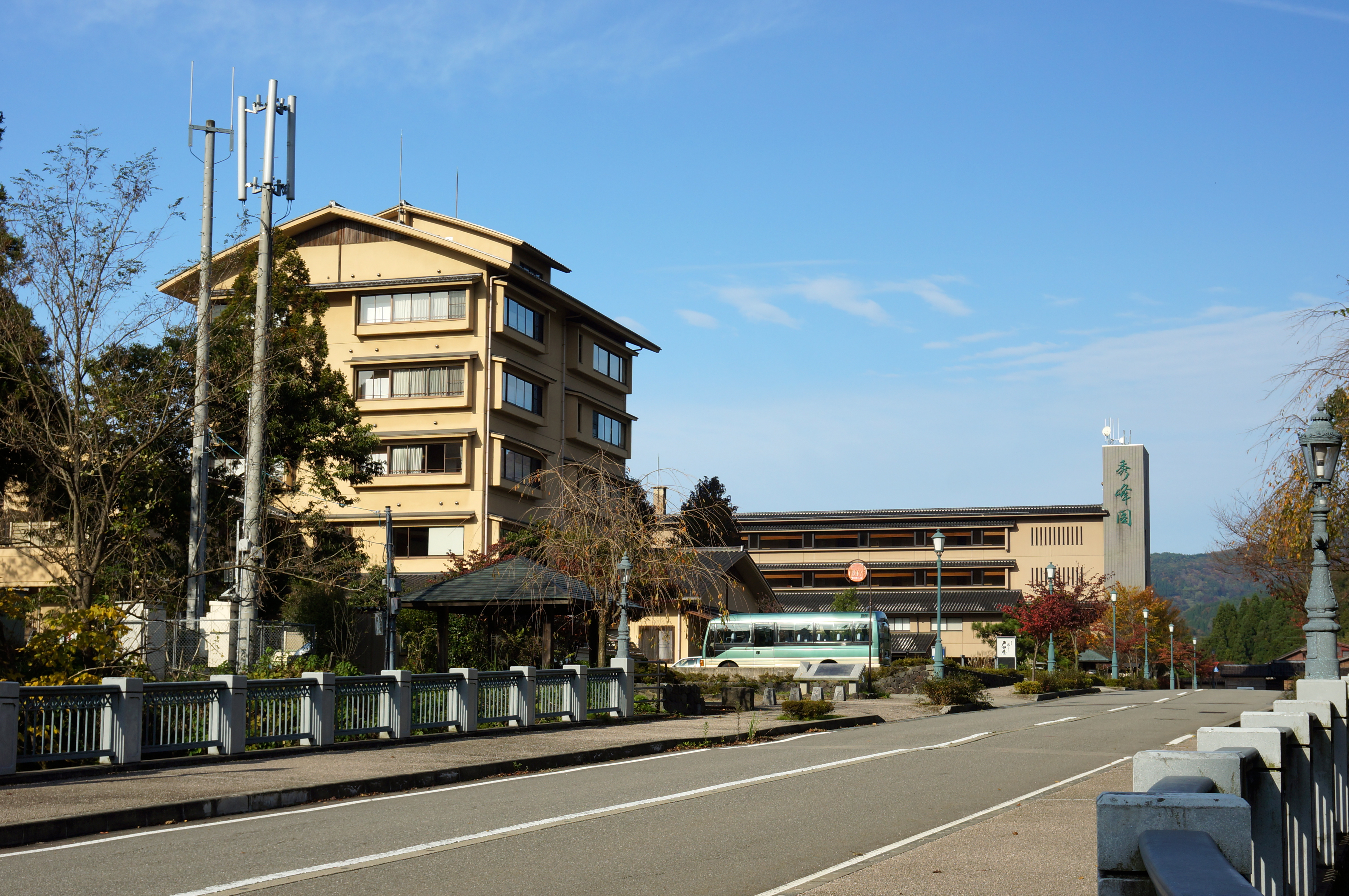
温泉街北部

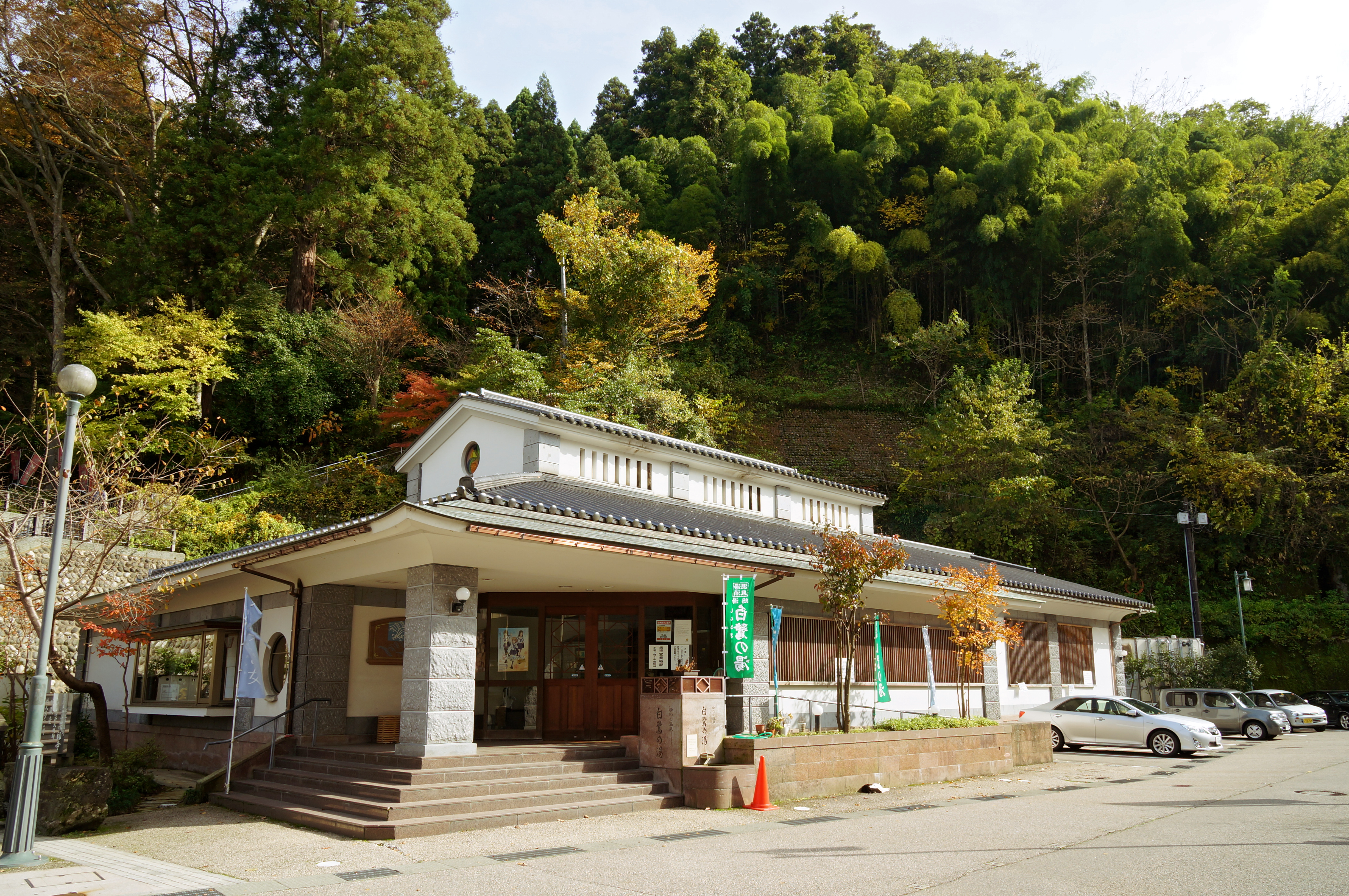
総湯 白鷺の湯

湯涌温泉（ゆわくおんせん）は、石川県金沢市湯涌町、および湯涌荒屋町（旧国加賀国）にある温泉。養老年間の開湯といわれ「金沢の奥座敷」と称されている。金沢温泉郷（湯涌、犀川峡、曲水、深谷の4温泉）を代表する温泉の一つ。

## 泉質
源泉は4つある。
- ナトリウム・カルシウム - 塩化物・硫酸塩泉 など
  - 源泉温度32度
  - 湯は無色透明、ほのかな塩味、無臭[3]

## 温泉街
浅野川から分かれる道路沿いに旅館、日帰り入浴施設「総湯 白鷺の湯」、および飲食店、商店などが並んでいる。
以前には白雲楼ホテルが存在したが現存しない。2016年には旧戸田屋を改装した「金沢湯涌温泉 百楽荘」、2018年には旧秀峰閣を改装した「本館彩心（いろは）」が開業した。2024年6月11日には後継者がいなかったことから「かなや」（1933年開業）が閉館し、2025年からiCOOP（アイコープ）のグループ会社が「自然ゆめ館」として運営している。
湯涌温泉を題材にした書籍を発表した竹久夢二ゆかりの温泉地で記念館（金沢湯涌夢二館）がある。また、温泉街の北側には江戸時代の建築物を移築した施設、金沢湯涌江戸村がある。最奥部には人造湖の玉泉湖があり、周りには遊歩道が整備されている。また、玉泉湖畔には、毎年行われる氷室行事に使われる氷室小屋がある。

## 歴史
718年（養老2年）に紙漉き職人が泉で1羽の白鷺が身を浸しているのを見て近づいてみると、湯が涌き出ているのを発見した。これが当温泉の発見および当温泉名の由来とされている。
江戸時代には加賀藩主を初め、一族が常用した。大正初期にドイツで行われた万国鉱泉博覧会では、当時の内務省より日本の名泉として推薦され、出展した。
明治以降、竹久夢二を初め多くの文人・墨客が愛用してきた。
共同浴場は古くは「総湯」と呼ばれた。1937年（昭和12年）に建てられた古い建造物であったが、1999年（平成11年）に改装され、「総湯 白鷺の湯」となった。名前は前述の開湯伝説に由来する。

## 交通
公共交通
金沢駅東口より12番系統 湯涌温泉ゆき（ほくてつバス・湯涌線）で55分程度。終点「湯涌温泉」下車。不等間隔であるが、1時間に1便運行されている。
車
北陸自動車道金沢森本ICより県道10号で約18km、30分。

## 文化作品

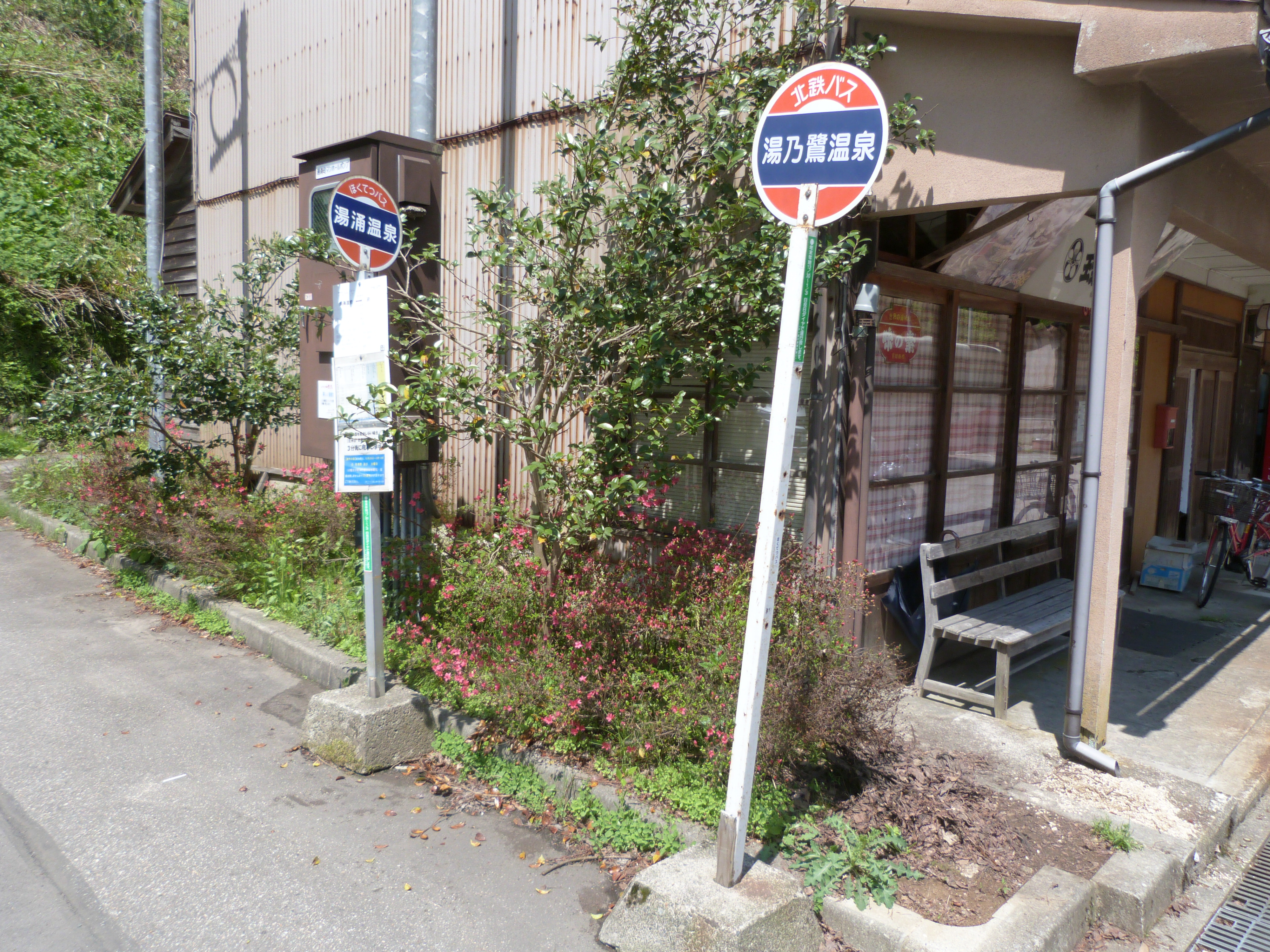
北鉄バス湯涌温泉バス停（乗車口）に設置された、「湯乃鷺温泉」バス停標識レプリカ（右側の標識）

- 『花咲くいろは』 - 金沢市に隣接する富山県南砺市に本社を構えるアニメ制作会社ピーエーワークスが制作し、2011年に放送されたテレビアニメ（地元石川県ではテレビ金沢で放送された）。劇場版が2013年に公開された。2009年に同社で設立10周年を記念したオリジナルアニメを制作する計画が立てられ、石川県の小さな温泉街の中から最もイメージに一致する温泉街として湯涌温泉が選ばれ、2009年10月に湯涌温泉観光協会に協力依頼があり実現した[8]。舞台である「湯乃鷺温泉（ゆのさぎおんせん）」は当温泉街をモデルとしている。放送後、作中の「ぼんぼり祭り」を現実化することになり、2011年10月9日に最初の祭りが開催され、毎年秋のイベントとして行われるようになった[8]。

## 関連項目

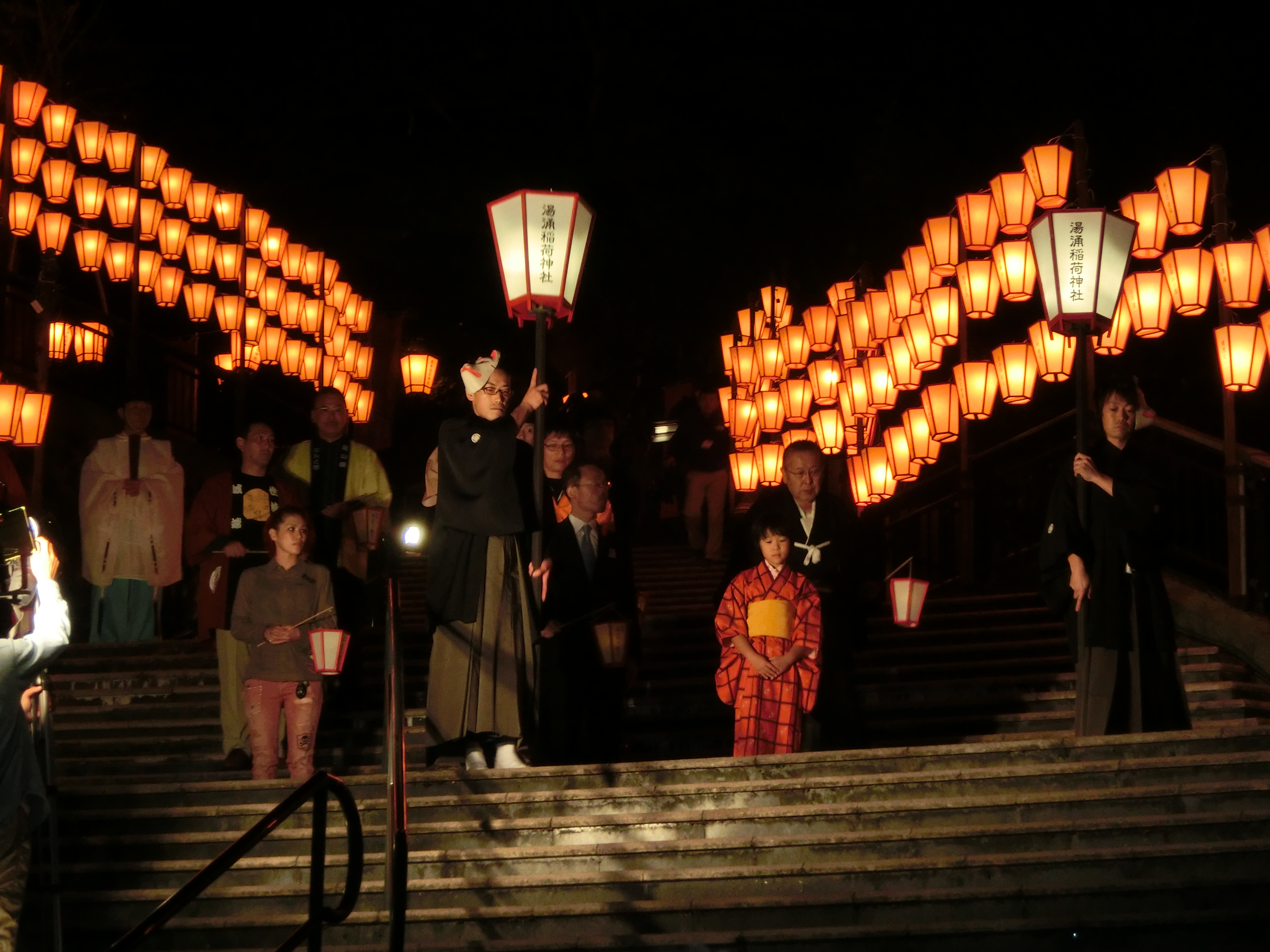
湯涌ぼんぼり祭りの様子（2012年）